# NK Batrina
NK Batrina je nogometni klub iz Batrine.

## Povijest
Klub je osnovan 2. lipnja 1959. godine pod imenom NK Partizan. Prvi predsjednik bio je Milenko Gligorić kojega je 1961. nasllijedio Dragan Suknaić i ostao na toj funkciji punih četrnaest godina.
U početku je pri klubu koji je osnovan kao sportsko društvo, djelovalo nekoliko zasebnih sekcija od kojih su najuspješnije djelovali muški i ženski rukomet.
Osnivanjem nogometnog podsaveza Nove Gradiške 1961. godine, utemeljena je podsavezna liga s 10 klubova među kojima je bio i NK Partizan Batrina.
9. i 10. svibnja 2009. klub je svečano obilježio pedesetu obljetnicu postojanja. Tom je prigodom upriličena izložba o djelovanju kluba kroz povijest, te promovirana monografije U Batrini lopta od davnina autora Stanka Drabika.
Trenutačno se natječe se u 1. ŽNL Brodsko-posavskoj.